# Loch Gorm Castle
Loch Gorm Castle ist die Ruine einer Niederungsburg auf der Insel Eilean Mòr (dt.: große Insel) im Loch Gorm auf der Insel Islay in der schottischen Council Area Argyll and Bute. Die Burg war einst eine Festung des Clan MacDonald.

## Beschreibung
Die Burg hatte einen quadratischen Grundriss mit einer runden Bastion an jeder Ecke. Die Ruinen sind aber heute stark überwachsen und die Mauerreste auch nicht mehr sehr hoch. Von der Küste aus sieht die Insel leer aus.
Loch Gorm Castle gilt als Scheduled Monument.

## Geschichte
1578 weilte Sir Lachlan Mor MacLean aus Duart während seines Kriegszuges zur (Rück-)Eroberung der Rinns of Islay eine Zeitlang auf der Burg. Er wurde von dort von den MacDonalds of Dunnyveg mit der Hilfe von Colin Campbell, 6. Earl of Argyll, dem Vetter von Sir Lachlan, verjagt.
Bereits seit 1586 war Loch Gorm Castle eine Ruine, aber 1608 wurde die Burg von königlichen Truppen unter Andrew Stuart, 3. Lord Ochiltree, vollkommen zerstört. Später wurde sie wieder repariert und Ranald MacDonald of Smerby leitete die Garnison auf Loch Gorm Castle. Er ergab sich mit ihr am 28. Januar 1615 Sir John Campbell of Cawdor und übergab ihm die Burg. Sir James MacDonald, 9. von Dunnyveg, nahm die Insel im April 1615 erneut ein und hinterließ eine neue Garnison auf Eilean Mòr. In den Jahren 1639 und 1640 wurde dort eine private Garnison unterhalten.